# Onthophagus viridiceps
Onthophagus viridiceps är en skalbaggsart som beskrevs av D'orbigny 1910. Onthophagus viridiceps ingår i släktet Onthophagus och familjen bladhorningar. Inga underarter finns listade i Catalogue of Life.